# Saúl Ñíguez
Saúl Ñíguez Esclápez (Elche, 21 november 1994) - alias Saúl - is een Spaans voetballer die doorgaans als middenvelder speelt. Hij tekende in juli 2025 een contract bij het Braziliaanse CR Flamengo. Saúl debuteerde in 2016 in het Spaans voetbalelftal.

## Clubcarrière

### Jeugd
Saúl kwam net als Óliver Torres in 2008 op dertienjarige leeftijd naar Atlético Madrid. Hij maakte op 8 maart 2012 zijn debuut in de hoofdmacht. Hij mocht de laatste zes minuten meedoen in een UEFA Europa League-duel tegen Beşiktaş, waarin hij destijds 17 jaar en 108 dagen oud was. Saúl speelde op 20 september 2012 zijn tweede wedstrijd voor Atlético Madrid. Hij mocht invallen tijdens een wedstrijd in de UEFA Europa League tegen Hapoel Tel Aviv. Drie dagen later maakte Saúl beide doelpunten in een Madrileense derby tussen Atlético Madrid B en Real Madrid C, dat Atlético won met 2–1. 

### Rayo Vallecano
Tijdens het seizoen 2013/14 werd hij uitgeleend aan Rayo Vallecano, waar hij 34 competitiewedstrijden speelde. 

### Atlético Madrid
Saúl keerde in 2014 terug bij Atlético. Het seizoen 2015/16 was zijn eerste als basisspeler in het eerste elftal van Atlético Madrid en die status behield hij ook in 2017/18. Saúl tekende in juli 2017 het langste contract in de historie van Atlético Madrid door bij te tekenen tot 2026.

## Clubstatistieken
| Seizoen     | Club             | Competitie       | Competitie | Competitie | Beker | Beker | Overig | Overig | Totaal | Totaal |
| Seizoen     | Club             | Competitie       | Wed.       | Dlp.       | Wed.  | Dlp.  | Wed.   | Dlp.   | Wed.   | Dlp.   |
| ----------- | ---------------- | ---------------- | ---------- | ---------- | ----- | ----- | ------ | ------ | ------ | ------ |
| 2011/12     | Atletico Madrid  | Primera División | 0          | 0          | 0     | 0     | 1      | 0      | 1      | 0      |
| 2012/13     | Atletico Madrid  | Primera División | 2          | 0          | 2     | 0     | 7      | 0      | 11     | 0      |
| 2013/14     | → Rayo Vallecano | Primera División | 34         | 2          | 3     | 0     | 0      | 0      | 37     | 2      |
| 2014/15     | Atletico Madrid  | Primera División | 24         | 4          | 4     | 0     | 5      | 0      | 33     | 4      |
| 2015/16     | Atletico Madrid  | Primera División | 31         | 4          | 4     | 2     | 13     | 3      | 48     | 9      |
| 2016/17     | Atletico Madrid  | Primera División | 33         | 4          | 8     | 1     | 12     | 4      | 53     | 9      |
| 2017/18     | Atletico Madrid  | Primera División | 36         | 2          | 5     | 0     | 15     | 4      | 56     | 6      |
| 2018/19     | Atletico Madrid  | Primera División | 33         | 4          | 3     | 0     | 8      | 1      | 44     | 5      |
| 2019/20     | Atletico Madrid  | Primera División | 35         | 6          | 3     | 0     | 9      | 0      | 47     | 6      |
| 2020/21     | Atletico Madrid  | Primera División | 20         | 2          | 2     | 0     | 5      | 0      | 27     | 2      |
| 2021/22     | Atletico Madrid  | Primera División | 3          | 0          | 0     | 0     | 0      | 0      | 3      | 0      |
| 2021/22     | → Chelsea        | Premier League   | 10         | 0          | 7     | 1     | 6      | 0      | 23     | 0      |
| 2022/23     | Atletico Madrid  | Primera División | 31         | 3          | 2     | 0     | 5      | 0      | 38     | 3      |
| 2023/24     | Atletico Madrid  | Primera División | 34         | 1          | 5     | 0     | 10     | 1      | 49     | 2      |
| 2024/25     | → Sevilla        | Primera División | 24         | 1          | 2     | 0     | 0      | 0      | 26     | 1      |
| Club totaal | Club totaal      | Club totaal      | 350        | 33         | 50    | 4     | 96     | 13     | 496    | 49     |

Bijgewerkt op 23 juli 2025.

## Interlandcarrière
Saúl speelde in diverse Spaanse nationale jeugdelftallen. Hij debuteerde in 2013 voor Spanje –21, waarvoor Ñíguez in twee jaar tijd vijftien interlands speelde. Op 17 mei 2016 werd hij opgenomen in de selectie van het Spaans voetbalelftal voor het Europees kampioenschap 2016 in Frankrijk. Saúl behoorde echter niet tot de definitieve selectie die werd bekendgemaakt op 31 mei 2016. Saúl debuteerde op 1 september 2016 onder leiding van debuterend bondscoach Julen Lopetegui voor Spanje, in een oefeninterland thuis tegen België (0-2). Hij viel in dat duel na 75 minuten in voor Vitolo.
Saúl maakte eveneens deel uit van de Spaanse selectie, die onder leiding van interim-bondscoach Fernando Hierro in 2018 deelnam aan de WK-eindronde in Rusland. Daar wist de ploeg niet te overtuigen; in groep B werd gelijkgespeeld tegen Portugal (3-3) en Marokko (2-2). Spanje won in de poulefase alleen van Iran (1-0). In de achtste finales trokken de Zuid-Europeanen vervolgens in de strafschoppenreeks aan het kortste eind in het duel met gastland Rusland (3-4), nadat beide teams in de reguliere speeltijd plus verlenging op 1-1 waren blijven steken. Koke en Iago Aspas misten voor Spanje vanaf elf meter, oog in oog met de Russische doelman Igor Akinfejev. Saúl kwam niet in actie tijdens het toernooi.

## Erelijst
| Competitie          |                 |                  |                 |                 |
| Competitie          | Aantal          | Jaren            |                 |                 |
| Atlético Madrid     | Atlético Madrid | Atlético Madrid  | Atlético Madrid | Atlético Madrid |
| ------------------- | --------------- | ---------------- | --------------- | --------------- |
| UEFA Europa League  | 2x              | 2011/12, 2017/18 |                 |                 |
| UEFA Super Cup      | 1x              | 2018             |                 |                 |
| Primera División    | 1x              | 2020/21          |                 |                 |
| Copa del Rey        | 1x              | 2012/13          |                 |                 |
| Supercopa de España | 1x              | 2014             |                 |                 |
| Chelsea             |                 |                  |                 |                 |
| FIFA Club World Cup | 1x              | 2021             |                 |                 |
| Spanje –19          |                 |                  |                 |                 |
| UEFA EK onder 19    | 1x              | 2012             |                 |                 |

## Persoonlijk
De vader van Saúl is oud-voetballer José Antonio Ñíguez. Ook zijn broers (Aarón Ñíguez en Jonathan Ñíguez) voetballen op professioneel niveau.
1 Sánchez ·
2 Disasi ·
3 Cucurella ·
4 Adarabioyo ·
5 Badiashile ·
6 Colwill ·
7 Neto ·
8 Fernández ·
10 Moedryk ·
11 Madueke ·
12 Jörgensen ·
13 Bettinelli ·
14 Félix ·
15 Jackson ·
17 Chukwuemeka ·
18 Nkunku ·
19 Sancho ·
20 Palmer ·
21 Chilwell ·
22 Dewsbury-Hall ·
24 James  ·
25 Caicedo ·
27 Gusto ·
29 W. Fofana ·
31 Casadei ·
38 Guiu ·
40 Veiga ·
45 Lavia ·
47 Bergström ·
Coach: Maresca
1 De Gea ·
2 Carvajal ·
3 Piqué ·
4 Nacho ·
5 Busquets ·
6 Iniesta ·
7 Saúl ·
8 Koke ·
9 Rodrigo ·
10 Thiago ·
11 Vázquez ·
12 Odriozola ·
13 Arrizabalaga ·
14 Azpilicueta ·
15 Ramos  ·
16 Monreal ·
17 Aspas ·
18 Alba ·
19 Costa ·
20 Asensio ·
21 Silva ·
22 Isco ·
23 Reina ·
Coach: Hierro